# Peugeot 305
Peugeot 305 — компактний автомобіль французької компанії Peugeot.

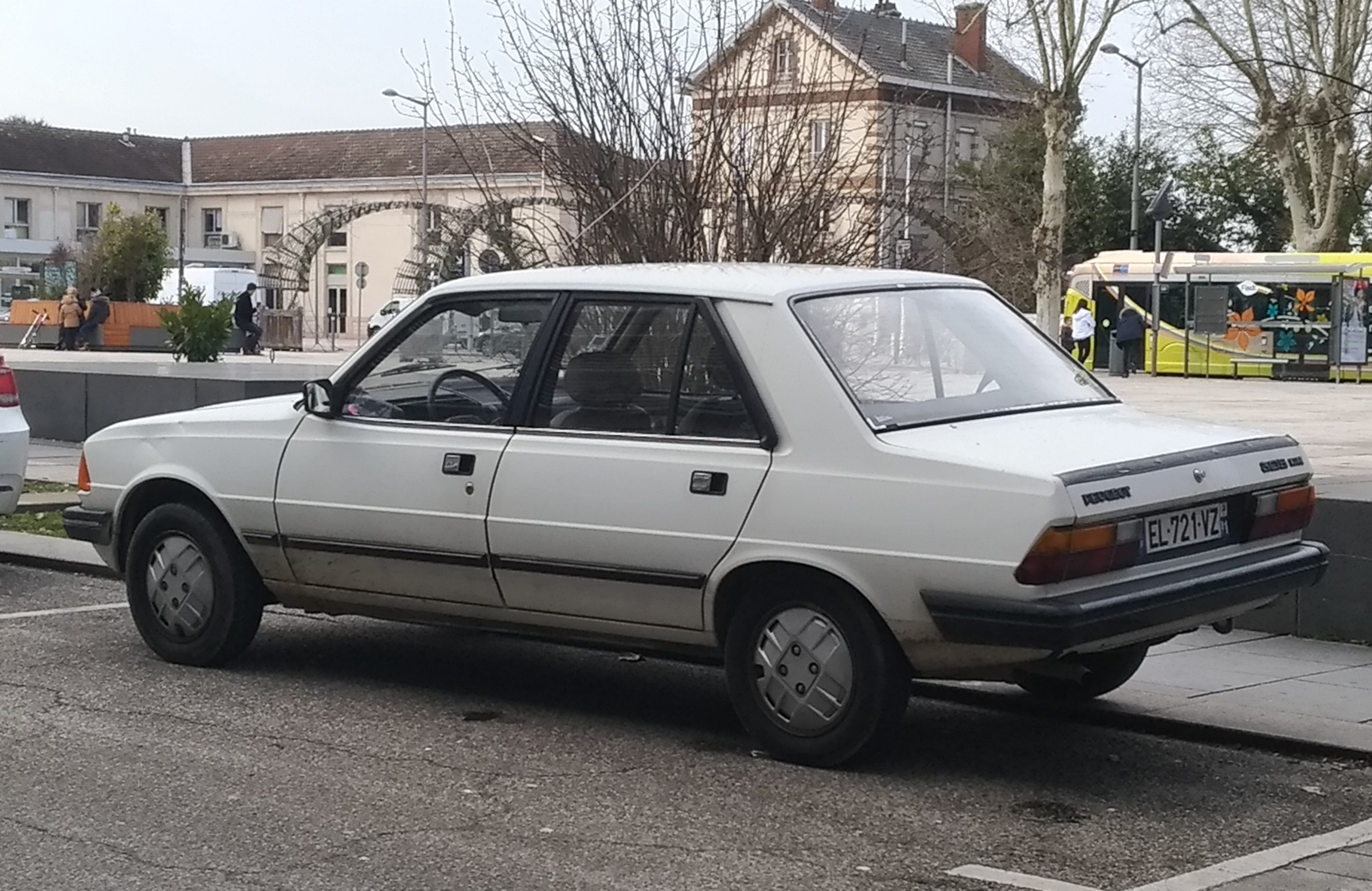

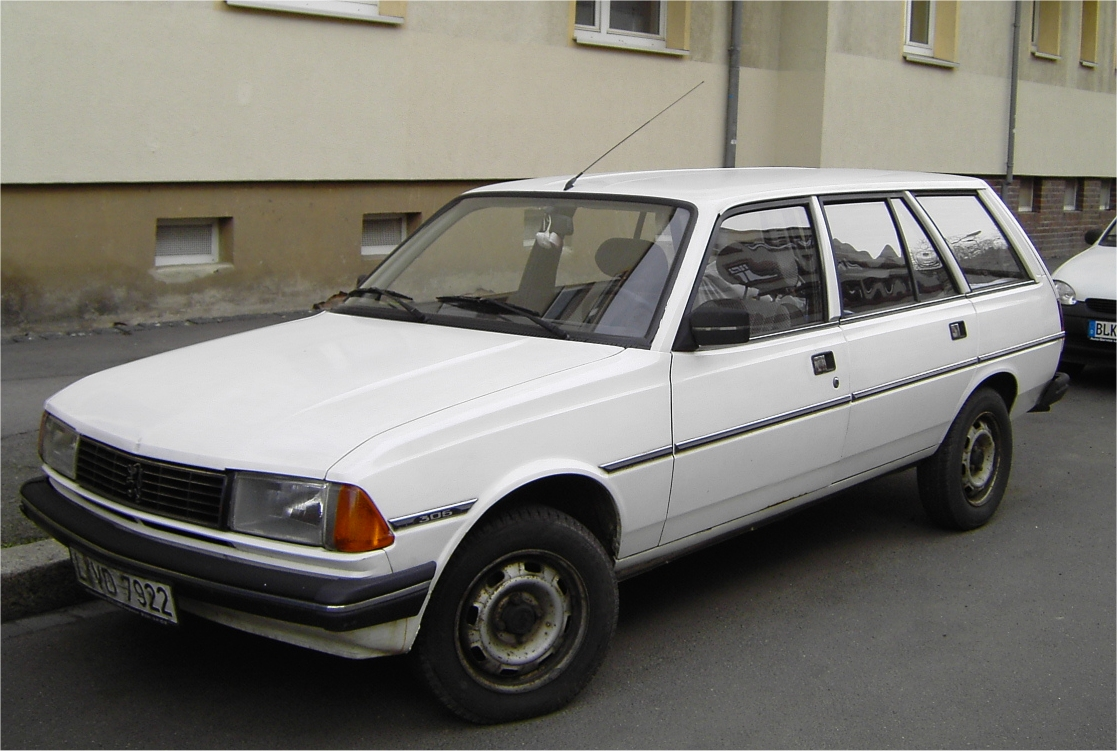
Peugeot 305 універсал

Випускався з 1977 по 1994 роки (бензинові двигуни з 1977 по 1989, дизельні з 1982 по 1994).
Автомобіль Пежо 305 з «нуля» проектувався французькими інженерами в кузові седан, оскільки в ті роки спостерігалося падіння попиту на автомобілі з кузовом хетчбек і універсал. Всі автовиробники в «терміновому» порядку почали підлаштовуватися під ринок і народилися моделі: Volkswagen Jetta, Lancia Prisma (з Lancia Delta).
Салон в Пежо 305 досить великий, поряд з конкурентами (Renault 18), завдяки поперечному розташуванню двигуна.
Підвіска незалежна з поздовжніми важелями і пружинами ззаду і типу «МакФерсон» спереду.
Всього виготовлено 1 649 176 моделей Peugeot 305.

## Двигуни
- 1,290 cc XL5 I4
- 1,472 cc XR5/XR5S I4
- 1,580 cc XU5 I4
- 1,905 cc XU9 I4
- 1,548 cc XIDL diesel I4
- 1,905 cc XUD9 diesel I4